# Simian Mobile Disco
O Simian Mobile Disco é uma dupla inglesa de música eletrônica. Formados das cinzas do Simian em 2005, o grupo é formado por James Ford e Anthony James Shaw.

## História
Após o fim do Simian, a banda começou a produzir músicas, entre elas, "The Count", lançado mais tarde pela gravadora Kitsuné Music. Após o sucesso da single, a dupla começou a ganhar fama por seus remixes, trabalhando com grupos como Muse, Klaxons, The Go! Team, Air e outros. Em 2006, a Kitsuné lança o hit "Hustler", que traz o vocal da cantora Char Johnson e toma conta o mundo da música eletrônica na época.
Em 2007, assinam com a gravadora Wichita Records e lançam o seu primeiro álbum, Attack Decay Sustain Release. Com faixas como "Hustler", "Tits & Acid", "Hot Dog", o álbum conta com a participação especial da vocalista Ninja, do Go! Team. A versão europeia conta com um disco bônus, com algumas faixas extras. Ainda no mesmo ano, a dupla tocou no festival Skol Beats, ao lado de The Crystal Method, Afrika Bambaataa e Miss Kittin. O segundo álbum da dupla, Temporaray Pleasure, foi lançado em 6 de maio de 2009 e conta com as participações de Beth Ditto, Gruff Rhys (Super Furry Animals/Neon Neon), Chris Keating (Yeasayer), entre outros.

## Discografia

### Álbuns de estúdio
- Attack Decay Sustain Release (2007)
- Temporary Pleasure (2009)
- Unpatterns (2012)

### Ao vivo
- Live In Japan (2008)

### EPs
- Simian Mobile Disco EP (2007)
- Clock EP (2008)
- Sample and Hold (2008)

### Mixes
- Mobile Disco 2003 (Disco 2 de The Cornerstone Player Volume 039) (2003)
- Bugged Out! Presents: Suck My Deck (abril de 2007)
- Go Commando (maio de 2007)
- Mixmag presents: 2007 End Of Year Rave-Up (janeiro de 2008)
- I'm A Cliche/The Tokyo Tapes (2008)
- FabricLive 41: Simian Mobile Disco (agosto de 2008)

### Singles
- "The Mighty Atom / Boatrace / Upside Down" (2004, I'm A Cliche)
- "Piggy in the Middle" (2005, Cassette Records) (baseado em "I Freak", de Christine)
- "Pulse" (2005, Click Click Bang)
- "The Count" (2005, Kitsune Music) (baseado em "Morse Code From The Cold War" de Dieter Schmidt)
- "Hustler / Clik" (2006, Kitsuné Music)
- "Tits & Acid / Animal House" (2006, White Label)
- "It's the Beat" (2007, Wichita Recordings) (com remixes de Graham Massey, Luke Vibert, Riton e Siriusmo)
- "I Believe" (2007, Wichita Recordings)

### Remixes
- 2003 The Droyds - "Take Me I'm Yours"
- 2003 Max Waters - "Cymbalon"
- 2003 Simian - "La Breeze"
- 2003 Simian - "Never Be Alone"
- 2004 Air - "Cherry Blossom Girl"
- 2004 Fans of Kate - "Tape 23"
- 2005 Diefenbach - "Favourite Friend"
- 2005 The Go! Team - "Ladyflash"
- 2005 Hardkandy - "State of You"
- 2005 Keith - "Hold That Gun"
- 2005 Tahiti 80 - "Here Comes"
- 2006 Keith - "Mona Lisa's Child"
- 2006 Klaxons - "Magick"
- 2006 Peaches - "Downtown"
- 2006 The Presets - "Are You the One?"
- 2006 Revl9n - "Walking Machine"
- 2007 Björk - "Innocence"
- 2007 Cansei de Ser Sexy - "Let's Make Love and Listen to Death from Above"
- 2007 Ladytron -"International Dateline"
- 2007 Muse - "Knights of Cydonia"
- 2007 The Rapture - "W.A.Y.U.H. (Whoo! Alright - Yeah... Uh Huh) People Don't Dance No More"
- 2007 Celebration - "Hands Off My Gold"
- 2008 Kevin Saunderson & Inner City - "Big Fun"
- 2008 Kid Sister feat. Kanye West - "Pro Nails"
- 2008 The Emperor Machine - "No Sale No I.D."